# 悍馬 (民用汽車)
悍馬（英語：Hummer），是通用汽車的一個品牌，曾在2010年棄用，但2020年1月30日通用汽車又宣佈重新啟用悍馬品牌。1992年，悍馬推出H1系列的越野車，這款汽車是根據美國陸軍使用的高機動性多用途輪式車輛改造而成。自從銷售以來，依靠本身的優異的機動性和越野性，使得大部份車友將其冠上『越野之王』的美譽。

## 品牌歷史

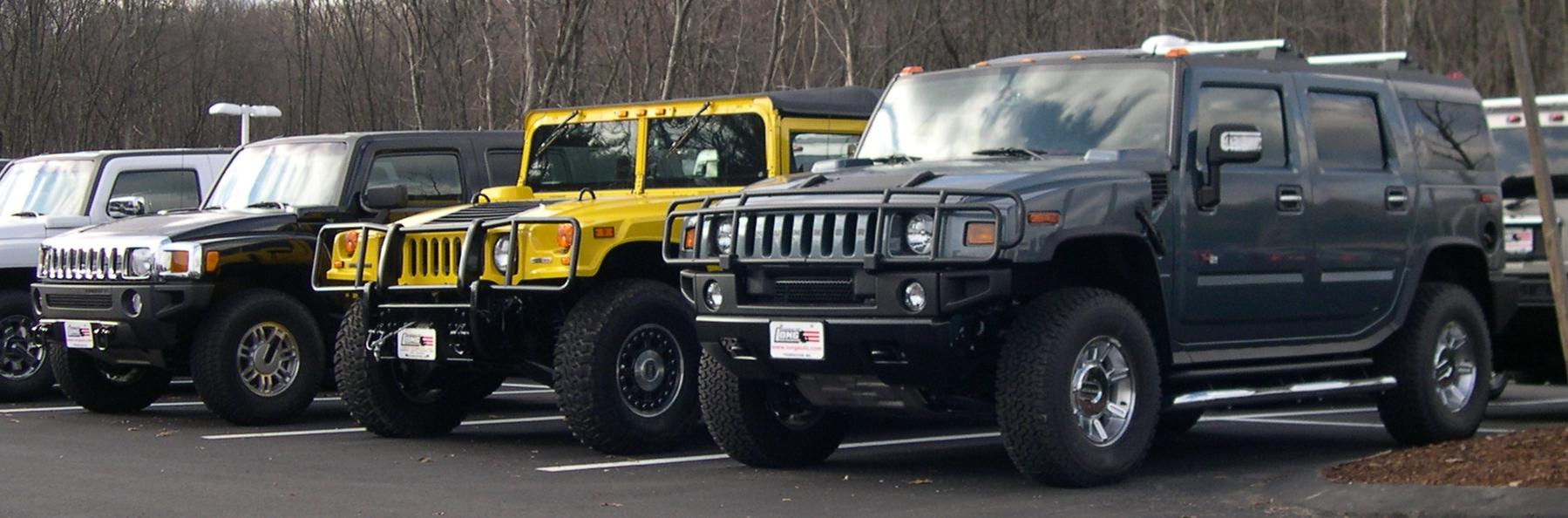
悍馬汽車（左）H3、（中）H1、（右）H2

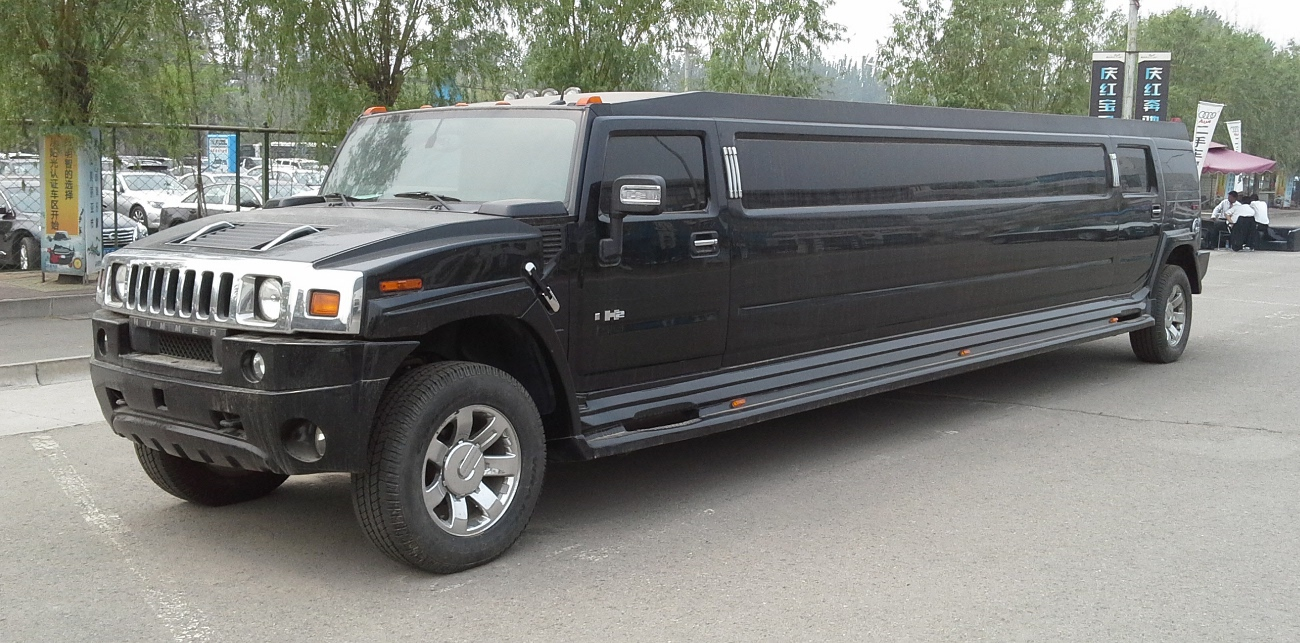
加長悍馬

1971年，美國汽車公司旗下部門成立AM General（AM General Corporation）。
1979年，美國汽車公司配合美國陸軍軍隊在軍事戰略上的需求，促使AM General研發美國陸軍軍隊的專用車輛HMMWV替代舊式車輛。
1980年，美國汽車公司承接美國陸軍軍隊的軍用車輛，設計出HMMWV XM966。
1983年，美國汽車公司將AM General出售給LTV Company（LTV Aerospace and Defense Company）。
1992年，LTV Company再將AM General出售給Renco Group（The Renco Group, Inc）。同年，民用型HMMWV開始銷售，正式定名為HUMMER。
1999年，通用汽車向Renco Group購買HUMMER品牌名稱的使用權。目前，為通用汽車所持有的品牌名稱之一。
2008年底，因次貸危機財政受到嚴重衝擊的通用公司為求美國聯邦政府援助，悍馬與龐蒂克、紳寶汽車、釷星汽車被宣告為取消品牌。通用亦開始為悍馬尋求接手企業。
2009年6月2日，通用签署了谅解备忘录，把悍马品牌出售给中国四川腾中重工。2010年2月底，因腾中重工未能按期完成对悍马的收购，通用宣布此交易失败。2013年英國汽車製造設計商「布林德維爾」（Prindiville）接手推出兩人座悍馬電動車。
2020年1月30日，通用汽車發布了一系列預告影揭示悍馬的正式回歸。短片預告了30秒的超級盃廣告，該廣告以NBA超級巨星勒布朗·詹姆斯為特色。 宣傳人員確認了名稱的回歸——不是作為品牌，而是將以GMC品牌作為“GMC悍馬電動車”銷售的越野豪華電動車型號。 根據預告片，悍馬電動車將具有1000匹馬力，在3秒內達到96km/h的時速，並於2020年5月20日發表。但因為肺炎疫情的因素，延後至2020年10月20日發表，生產EV的計劃於2021年秋季推出。皮卡車被稱為“悍馬電動車SUT”，而運動型多用途車被稱為“悍馬電動車SUV”。

### 品牌語源
取自HMMWV的暱稱Humvee®所譯音而成HUMMER®。

## 車輛歷史

### 車名語源
2003年，通用汽車（GM）推出HUMMER H2。同時，將Renco Group推出的HUMMER，重新定名成HUMMER H1。

### 歷代車輛

#### HUMMER H1

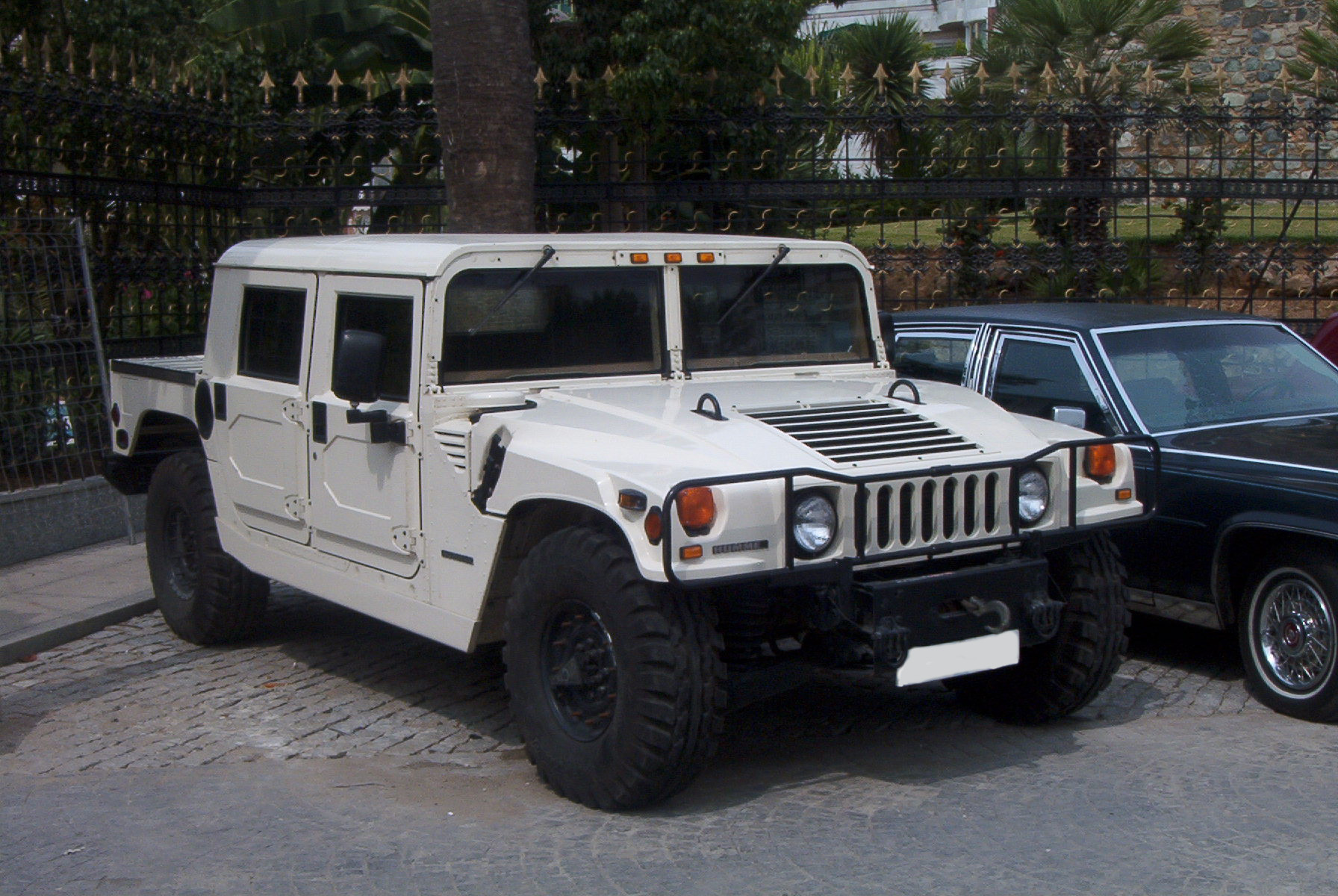
HUMMER H1 SUT

1991年2月28日，各界新聞媒體注目的波斯灣戰爭（Persian Gulf War）正式結束後，因為HMMWV在戰場上英勇的形象，廣受美國民眾的喜愛。自此，各界喜好者的詢問電話不斷向AM General湧入，也讓AM General開始讓考慮推出民用型HMMWV的可能性。1992年，民用型HMMWV開始銷售，正式定名為HUMMER。當中，美國電影明星、曾任美國加州州長阿蒙德·阿諾·史瓦辛格（Arnold Alois Schwarzenegger）成為第一位擁有的人士。往後，不乏有知名人士特地指名購買的車輛之一，引起一波HUMMER流行的浪潮。1999年，通用汽車（GM）向AM General購入車輛品牌HUMMER的名稱。
2006年1月，加入性能車型HUMMER H1 Alpha，提高引擎性能。2006年5月，由於HUMMER H1產品世代過於老舊、耗油量過大的批評及銷售量銳減的影響下，年底停止生產。

#### HUMMER H2

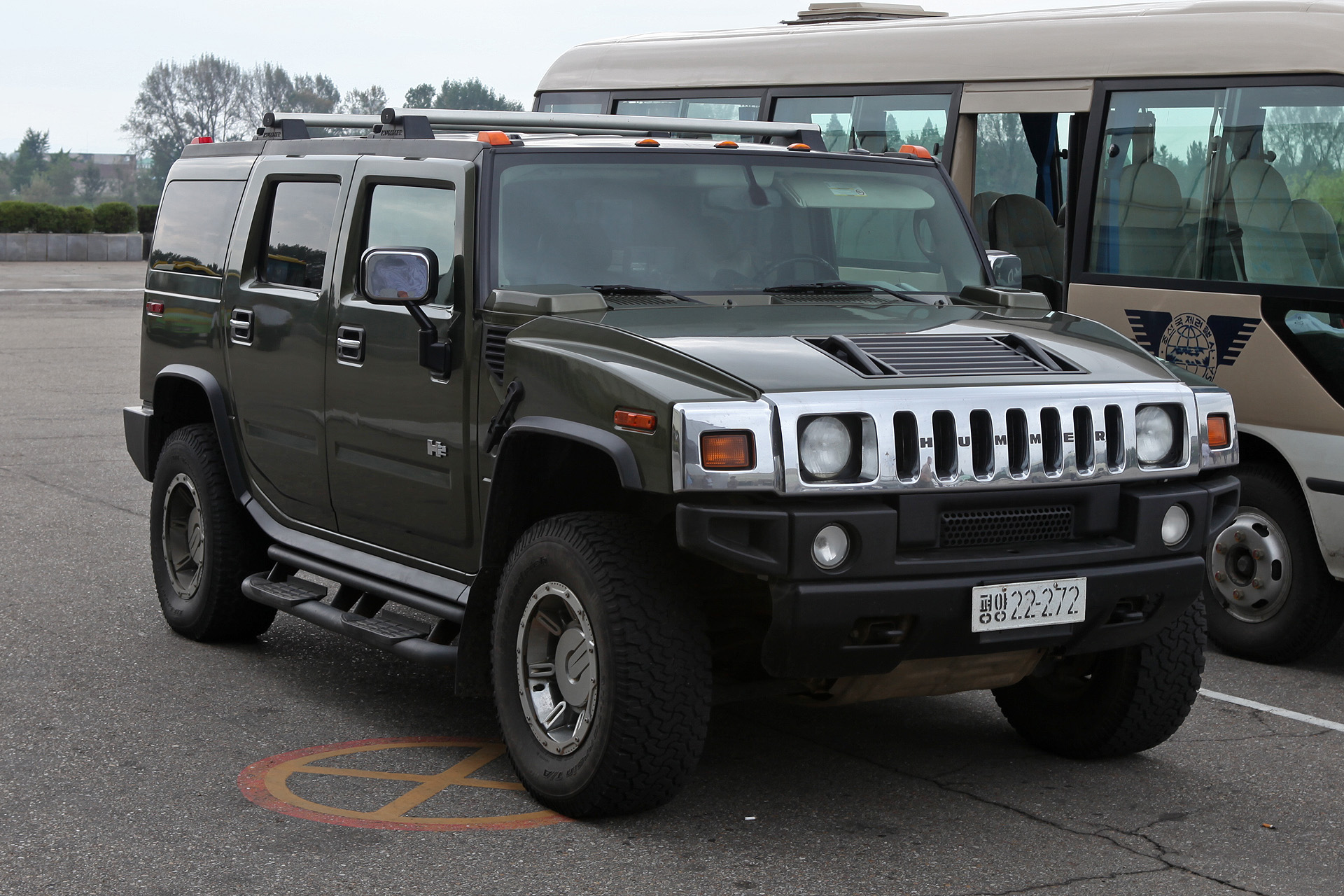
出現在北韓的HUMMER H2 SUT

2003年，通用汽車（GM）推出HUMMER H2。同時，將Renco Group推出的HUMMER，重新定名成HUMMER H1。車輛設計全由通用汽車（GM）主導，委託AM General生產製造與行銷業務。有別於前一代HUMMER H1的設計仍然停留在軍事化的龐大體型與簡陋的舒適配備，HUMMER H2的設計一開始就是針對一般的道路使用為目標，改善過於龐大的體型、增加舒適配件，更加貼近一般使用民眾的需求。
2005年，加入貨卡車型HUMMER H2 SUT和越野車型HUMMER H2 SUV兩種，使產品陣容趨於完整。

#### HUMMER H3

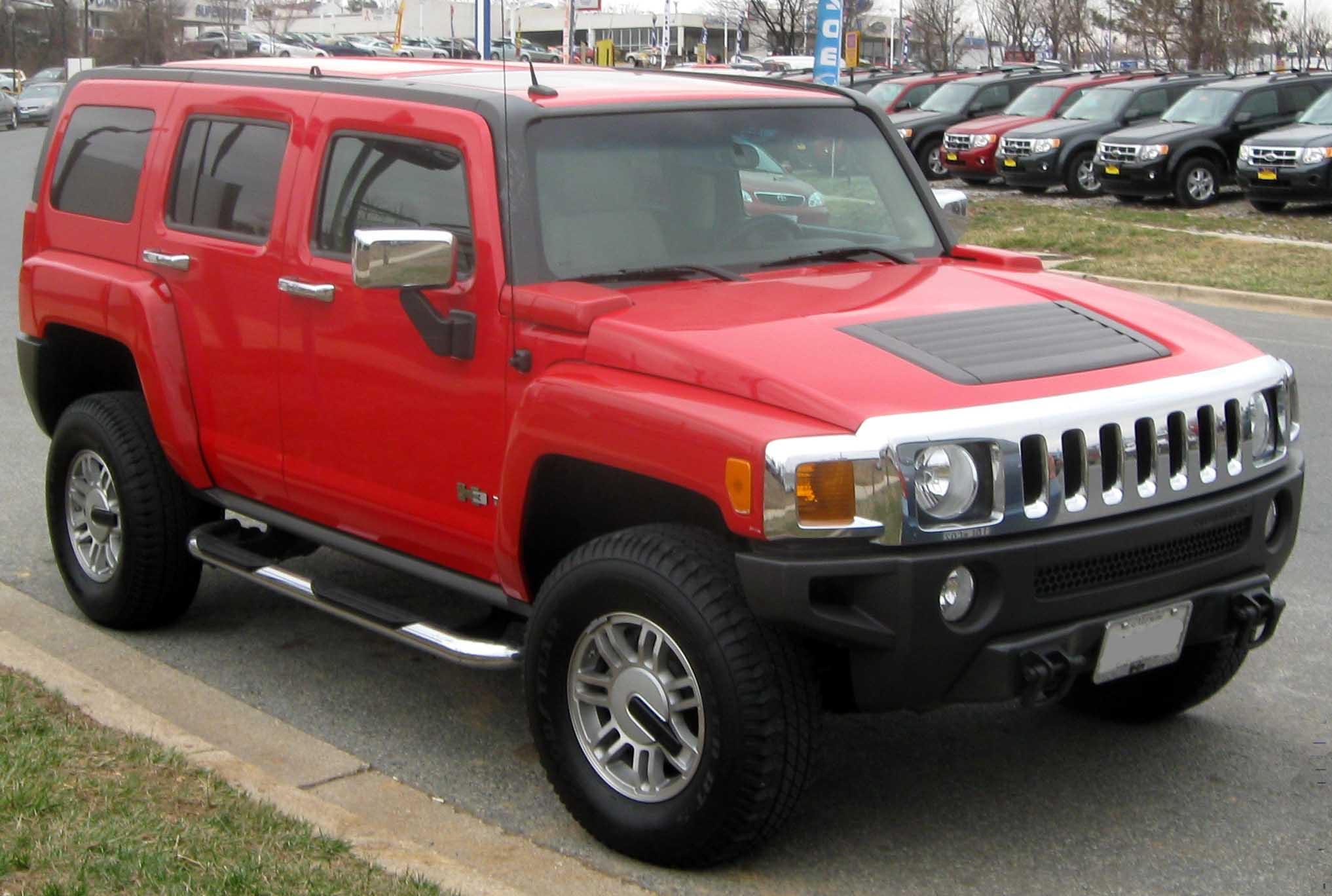
HUMMER H3

2003年，洛杉磯車展（Greater Los Angeles Auto Show）裏，初次現身。當時，以概念車型H3T Concept的身份呈現於大眾眼前。2005年10月，新型車輛HUMMER H3開始發售。車輛設計與生產製造全由通用汽車（GM）負責，委託AM General行銷業務。2006年7月，通用汽車（GM）透露將在2007年底特律車展（North American International Auto Show；NAIAS）裏，將推出新型車輛HUMMER H3x，給予想要區別其他HUMMER H3的車主，強調突顯自我、追求個性化的人購買。

### 概念車型

#### HUMMER H2 Concept
2000年。

#### HUMMER H2 SUV Concept
2000年。

#### HUMMER H1 Alpha Concept
2001年

#### HUMMER H2 SUT Concept
2001年。

#### HUMMER H2 SUV Concept
2002年

#### HUMMER H2 SUT Dirt Sport Concept
2003年拉斯維加斯改裝車展（Specialty Equipment Market Association；SEMA）裏，初次現身。展示以HUMMER H2為基礎，重新修改的概念車型HUMMER H2 SUT Dirt Sport Concept。將行李廂更改為開放的貨卡設計，具有濃厚的越野休閒氣息。

#### HUMMER H3T Concept

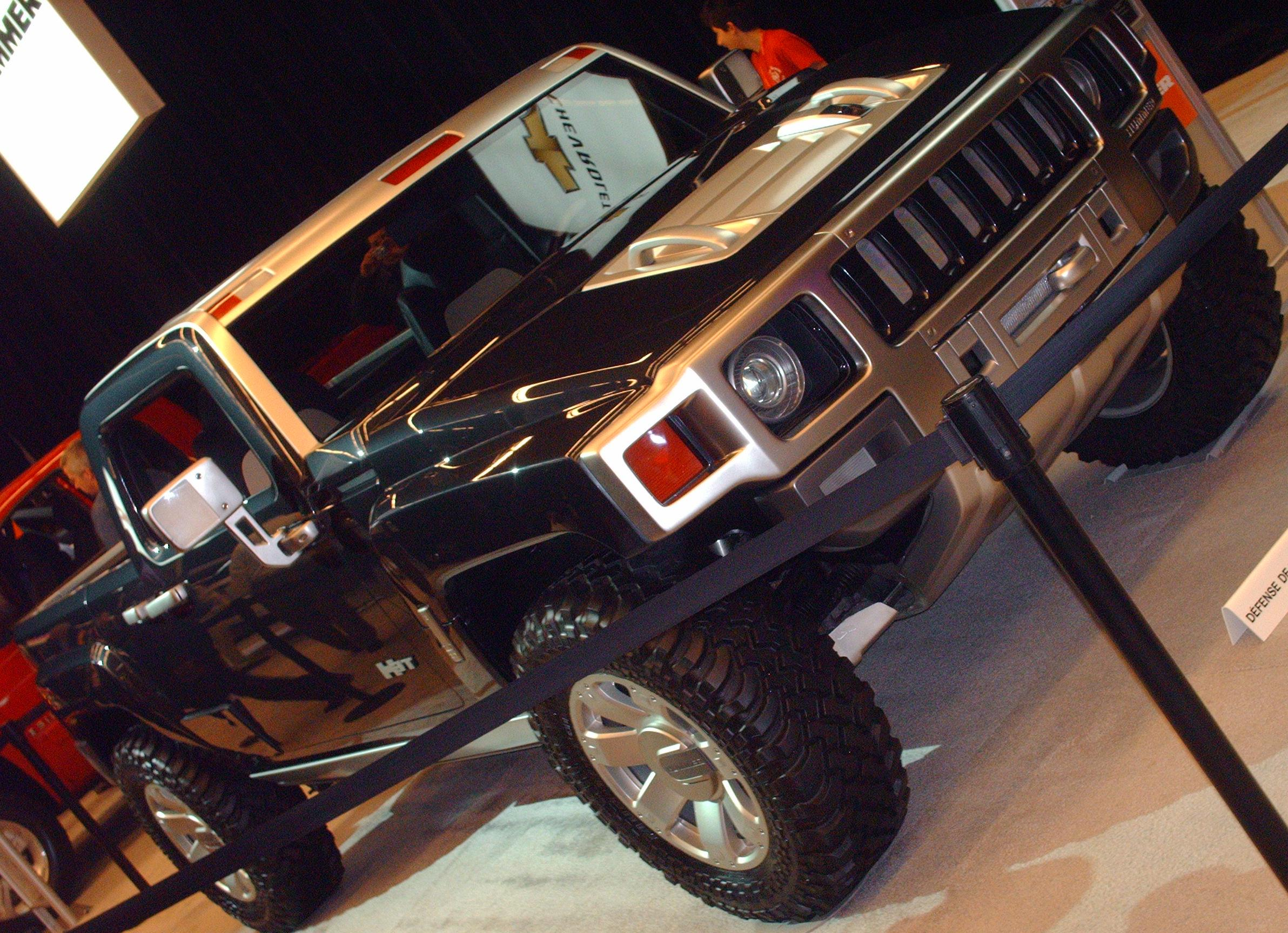
HUMMER H3T Concept

2003年洛杉磯車展（Los Angeles Auto Show）裏，初次現身。HUMMER H3T Concept的H3明顯點出下代HUMMER的型號，T字則隱約略帶有皮卡（Pickup Truck）的含義。通用汽車（GM）為加深年輕化的訴求，HUMMER H3T Concept在許多設計細節上，還特別與知名運動品牌耐吉（Nike）的設計師合作，車體外觀的輪胎中除了加入運動鞋（Sneaker）理念外，車體內在也加入透氣度極高的耐吉泡泡（Nike Sphere）布料和相關配件，明顯是想吸引年輕運動族群的青睞。懸吊系統與煞車系統方面，均取材於量產車輛上，是一輛深具有量產雛形的概念車型。2004年，第？屆底特律車展（North American International Auto Show；NAIAS）裏，亦再次現身。
- 動力系統：直列五缸渦輪增壓引擎。
- 底盤基礎：使用全新開發的底盤基礎，上覆加了自製車身。
- 車體尺寸：長4443×寬1893×高1795mm，軸距3012mm。

#### HUMMER H2H Hydrogen Concept

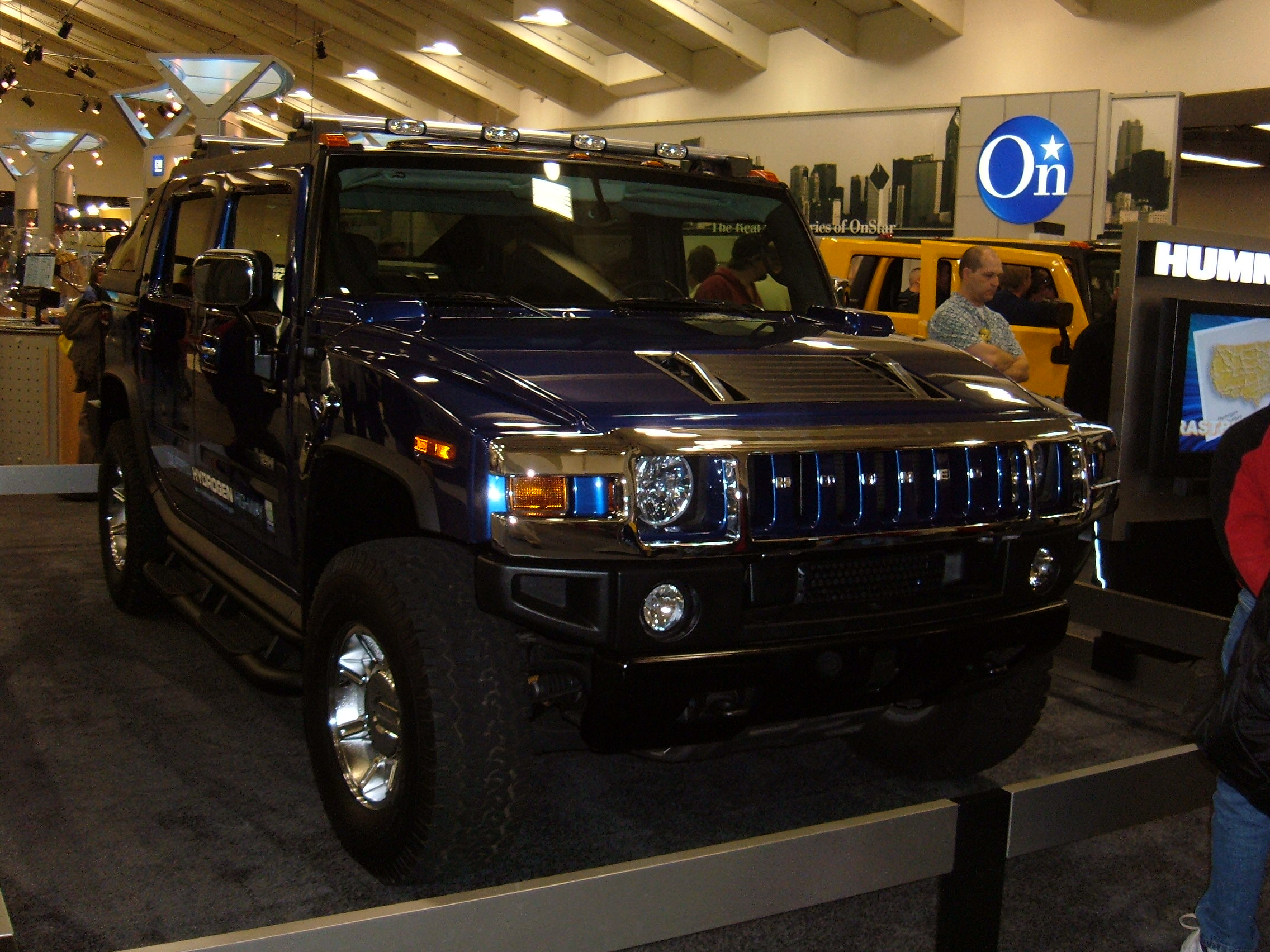
悍馬H2H氫能車

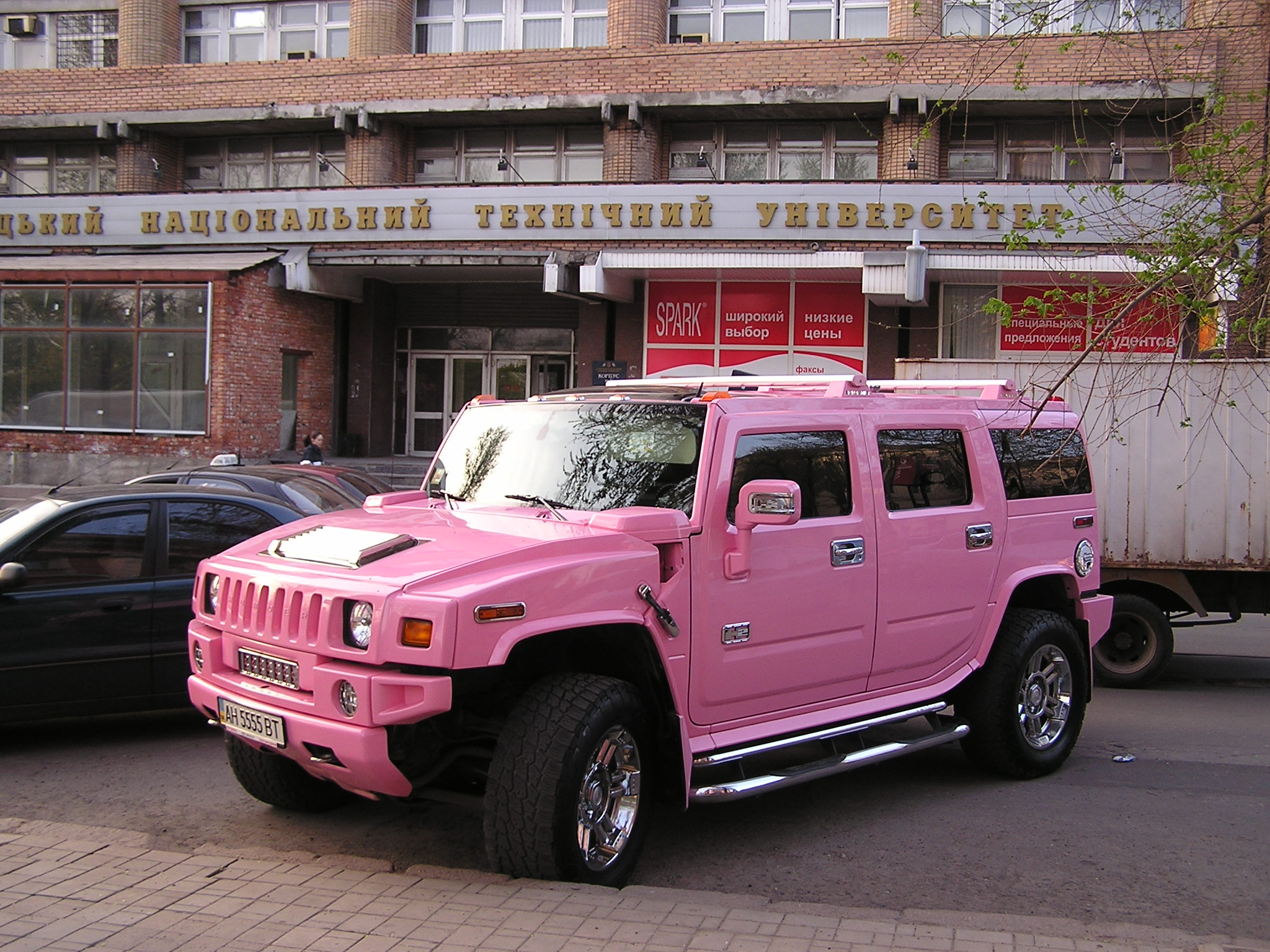
改裝型悍馬H2

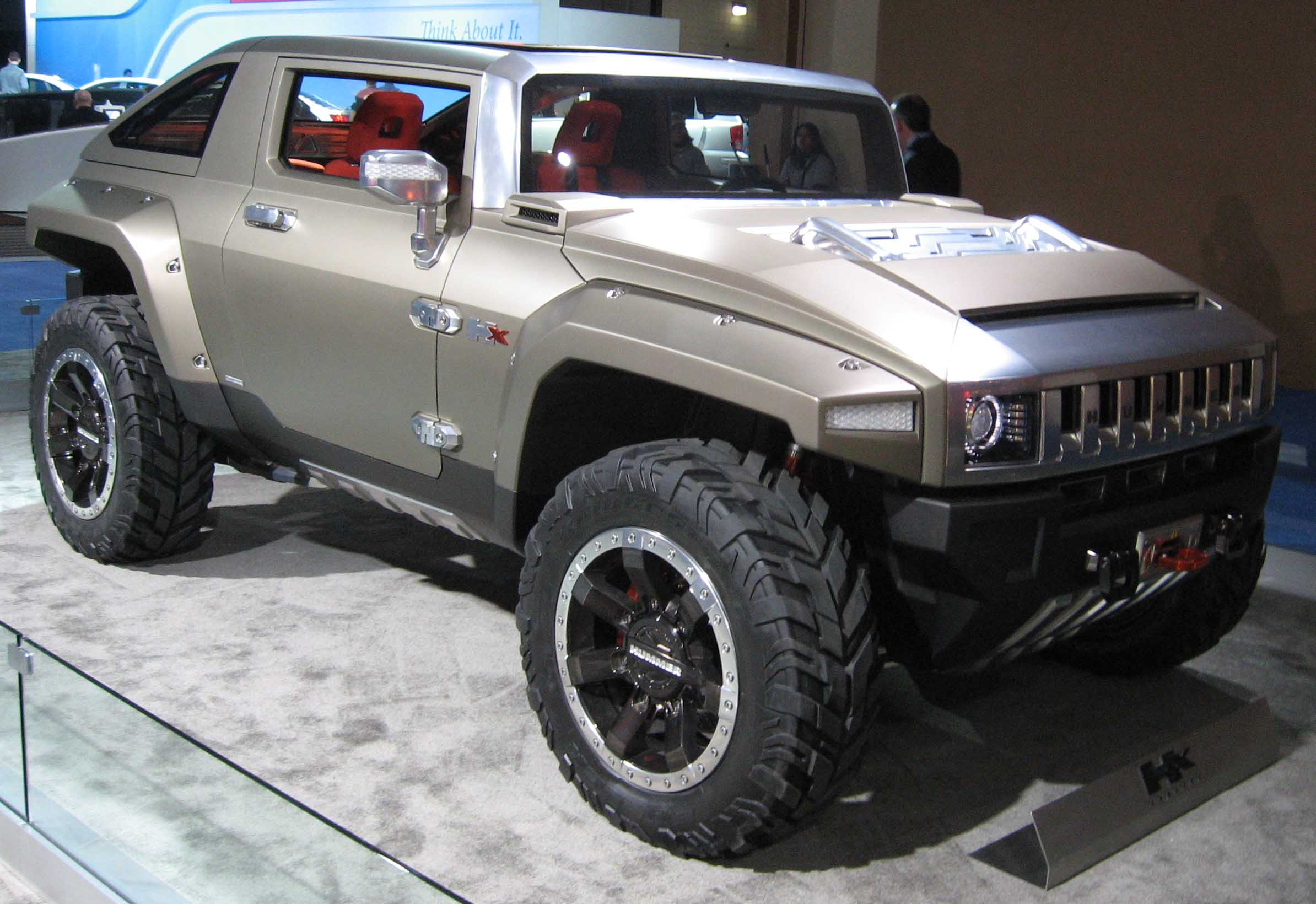
悍馬HX概念車

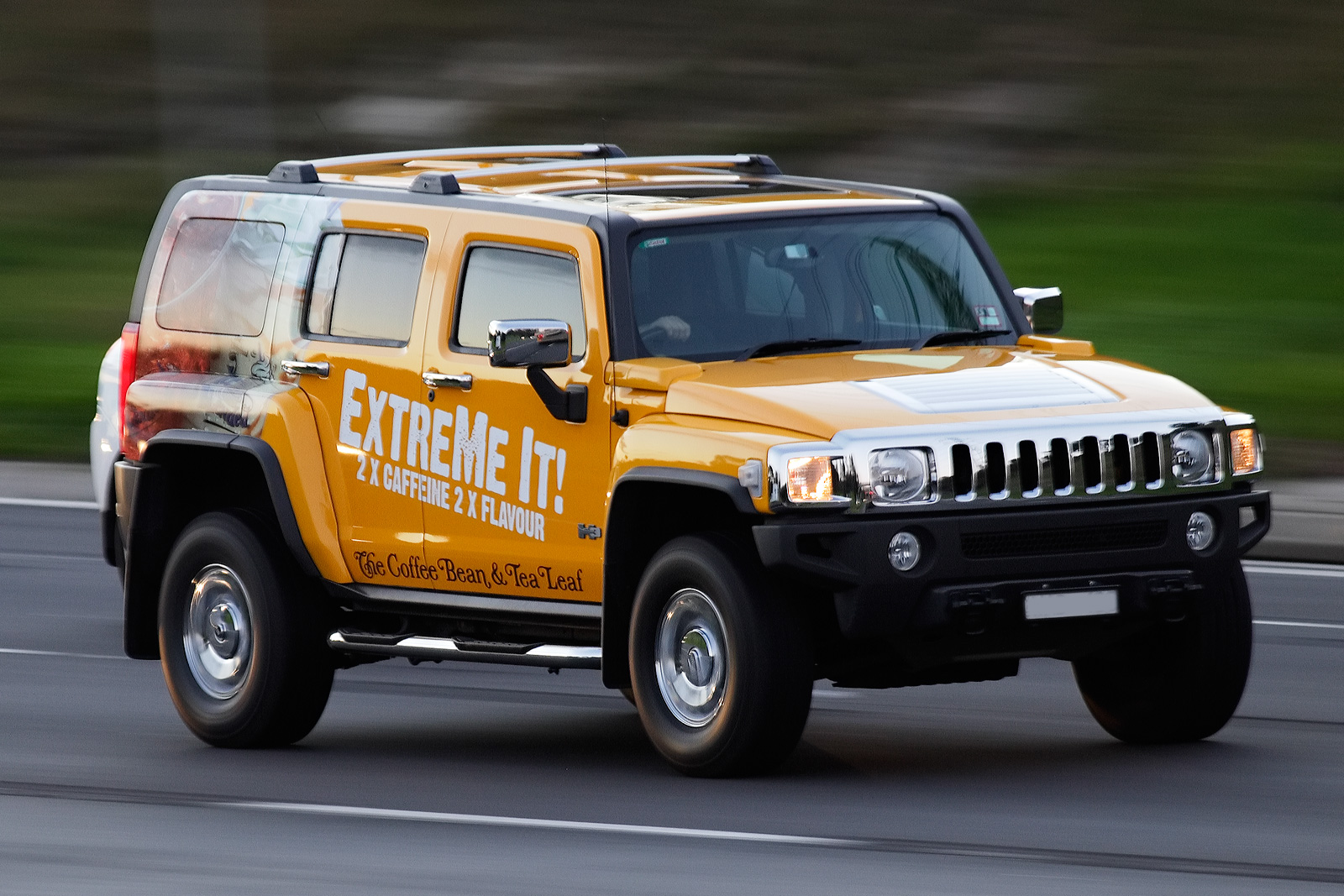
悍馬H3彩繪塗裝

2004年拉斯維加斯改裝車展（Specialty Equipment Market Association；SEMA）裏，初次現身。展示以HUMMER H2為基礎，重新修改的概念車型HUMMER H2H Hydrogen Concept。HUMMER H2H Hydrogen Concept的H2H顯示出表明HUMMER To Hybrid的含意。通用汽車（GM）副總裁指出：『製造H2H有兩個目的，它能使人們更多的關注氫燃料的利用；同時，它將會使通用在氫燃料的儲藏、運送系統和氫燃料補給設施的開發上掌握關鍵技術』。2005年2月，主辦單位通用汽車（GM）邀請下，美國加州州長阿諾·史瓦辛格（Alois Schwarzenegger）成為首位駕駛HUMMER H2H Hydrogen Concept的人士。藉此機會也是提倡環保關念，希望引起人們對氫燃料經濟的關注與興趣。2005年洛杉磯車展（Los Angeles Auto Show）裏，亦再次現身。
- 動力系統：Vortec 6000氫氣燃料引擎。
- 底盤基礎：使用HUMMER H2的底盤基礎，上覆加了自製車身。
- 車體尺寸：長5172×寬2063×高2012mm，軸距1763mm。

#### HUMMER H2 SUT Concept
2004年，

#### HUMMER H3 Street
2005年拉斯維加斯改裝車展（Specialty Equipment Market Association；SEMA），初次現身。

#### HUMMER H3 Alpha Concept
2007年紐約車展（New York International Automobile Show），初次現身。展示以HUMMER H3為基礎，重新修改的概念車型HUMMER H3 Alpha Concept。除重新設計車輛車頭和引擎外，也在車輛安全、轉向及懸吊系統。2008年，預計加入性能車型HUMMER H3 Alpha。

#### Prindiville MEV Electric Hummer
2013年英國汽車製造設計商「布林德維爾」（Prindiville）推出新的「兩人座的電動悍馬車」。車速約每小時50到60英里。

## 品牌行銷
近年來，通用汽車（GM）積極推廣HUMMER的品牌名稱，採取異業結盟的合作方式，提高品牌的附加價值，期望HUMMER®成為一種流行品牌的象徵。
| 合作公司     | 產品   | 名稱                           | 年度   | 型號  | 備註 |
| ------------ | ------ | ------------------------------ | ------ | ----- | ---- |
| Montague     | 腳踏車 | HUMMER® H2                     | 2003年 |       |      |
| Montague     | 腳踏車 | HUMMER®                        |        |       |      |
| ？           | 鞋子   | HUMMER® H2 Skid Plate Athletic |        |       |      |
| ？           | 鞋子   | HUMMER® Yak leather shoes      |        |       |      |
| Itronix      | 電腦   | HUMMER® GoBook                 | 2005年 | VR-1  |      |
| Itronix      | 電腦   | HUMMER® Laptop                 | 2005年 | IX600 |      |
| Technomarine | 腕錶   | HUMMER® Watch                  | 2005年 | XSMSH |      |

## 外部連結
- HUMMER （页面存档备份，存于）
- AM General